# Berillo (sous-marin)
Le Berillo (en français : « béryl ») est un sous-marin de la classe Perla (sous-classe de la Serie 600, en service dans la Marine royale italienne (la Regia Marina) lancé au milieu des années 1930 et ayant servi pendant la Seconde Guerre mondiale.

## Caractéristiques
Les sous-marins de la classe Perla sont des sous-marins de petite croisière dérivés de la série Sirena, pour lesquels ils subissent une légère augmentation du déplacement et de la distance parcourue grâce aux améliorations et à l'installation de nouveaux équipements de climatisation ; des équipements plus modernes sont également installés à bord, notamment un radiogoniomètre pouvant être contrôlé depuis l’intérieur du navire. Entre les sous-marins construits à Monfalcone et ceux construits à La Spezia, il y a des différences extérieures, surtout à l'extrémité du massif. 
Leur déplacement à pleine charge prévu était de 695 tonnes en surface et de 855 tonnes en immersion mais variait quelque peu selon le sous-marin et le constructeur. Les sous-marins avaient une longueur de 60,20 m, une largeur de 6,4 m et un tirant d'eau de 4,6 m à 4,70 m.
Pour la navigation en surface, les sous-marins étaient propulsés par deux moteurs diesel signés Fiat, chacun entraînant un arbre porte-hélice d'une puissance totale de 675–750 ch (503–559 kW). En immersion, chaque hélice était entraînée par un moteur électrique CRDA de 400 ch (298 kW). Ces moteurs électriques étaient alimentés par une batterie d'accumulateurs au plomb composée de 104 éléments. Ils pouvaient atteindre 14 nœuds (26 km/h) en surface et 7,5 nœuds (13,9 km/h) sous l'eau. En surface, la classe Perla avait une autonomie de 5 200 milles nautiques (9 600 km) à 8 nœuds (15 km/h), en immersion, elle avait une autonomie de 74 milles nautiques (137 km) à 4 nœuds (7,4 km/h).
Les sous-marins étaient armés de six tubes lance-torpilles internes de 53,3 cm (21,0 in), quatre à l'avant et deux à l'arrière. Une torpille de rechargement était transportée pour chaque tube, pour un total de douze. Ils étaient également armés d'un canon de pont de canon OTO de 100 mm (4 pouces) pour le combat en surface. L'armement antiaérien léger consistait en une ou deux paires de mitrailleuses Breda Model 1931 de 13,2 mm (0,52 in).

## Construction et mise en service
Le Berillo est construit par le chantier naval Cantieri Riuniti dell'Adriatico (CRDA) de Monfalcone en Italie et mis sur cale le 14 septembre 1935. Il est lancé le 14 juin 1936 et est achevé et mis en service le 5 août 1936. Il est commissionné le même jour dans la Regia Marina.

## Historique
Le Berillo est lancé le 14 juin 1936 à Monfalcone, avec comme marraine Alma Antonini Laudati, épouse du capitaine de frégate Guglielmo Laudati, commandant en second de la base navale de Pula.
Une fois en service, il est affecté au XXXVe Escadron de sous-marins basé à Messine mais en réalité il est stationné à Augusta. 
En 1936, il effectue un long voyage d'entraînement dans le bassin central de la Méditerranée.
Comme d'autres unités, il participe clandestinement à la guerre d'Espagne, effectuant trois missions de janvier à septembre 1937,.
Le 1er janvier 1937, il quitte Naples sous le commandement du capitaine de corvette Prato et revient le 17 du mois sans avoir obtenu de résultats.
Le 5 août 1937, il entame sa deuxième mission au départ d'Augusta avec le capitaine de corvette Andrea Gasparini comme commandant. Il navigue dans le canal de Sicile, entre le cap Bon et le cap Boeo, et passe 11 jours au cours desquels il y fait 45 repérages et manœuvres d'attaque mais avec un seul (et infructueux) lancement de deux torpilles contre un navire marchand,,.
Le 28 août, il part pour sa troisième et dernière mission espagnole, dans la région de Carthagène, d'où il est revenu le 6 septembre sans avoir vu de navires suspects.
En 1938, il est envoyé en mer Rouge (avec ses navires-jumeaux (sister ships) Iride et Onice), dans la base érythréenne de Massawa, d'où il retourne en Méditerranée (à Tarente) au printemps 1939,. Il est ensuite transféré à Augusta.
Au début de la Seconde Guerre mondiale, il est basé à La Spezia, au sein du XIIIe Escadron de sous-marins.
Il effectue un total de 4 missions offensives et une mission de transfert, parcourant 3 978 milles nautiques (7 367 km) en surface et 320 milles nautiques (592 km) sous l'eau, et passant un mois au travail,.
Vers 20 heures, le soir du 18 septembre 1940, il appareille d'Augusta pour sa quatrième et dernière mission, sous le commandement du lieutenant de vaisseau (tenente di vascello) Camillo Milesi Ferretti, entre Alexandrie et la côte sud-ouest de la péninsule anatolienne. Le 19 septembre, vers onze heures du matin, il doit plonger après avoir aperçu un éclaireur anglais. Il revient à la surface dix heures plus tard pour recharger ses batteries et changer d'air. Tourmenté par diverses pannes, le sous-marin continue quand même sa route et, à quatre heures du matin le 25 septembre, arrive dans son secteur d'embuscade et commence à le patrouiller. Le soir du 27, les moteurs diesel tombent en panne ; ce n'est qu'après beaucoup de travail qu'il est possible de remettre en marche l'un des deux moteurs, mais à une vitesse très réduite. Dans la nuit du 29 septembre au 1er octobre, sur ordre du commandement, il se rend dans les eaux de Sidi el Barrani, à une soixantaine de milles nautiques (110 km) au nord-ouest de son lieu de départ, pour intercepter une formation composée d'un cuirassé, d'un porte-avions, de cinq croiseurs et de 19 destroyers (il s'agit de l'opération britannique MB. 5, visant à ravitailler Malte),,.
Vers 3 heures du matin le 2 octobre, il aperçoit les destroyers HMS Havock (H43) et HMS Hasty (H24) à une distance de 4 000 mètres et, passant à 800 mètres, le  Berillo lance, en étant en surface, une première torpille qui reste cependant dans le tube car il doit être lancée manuellement.[Quoi ?] Elle rate la cible et deux autres torpilles sont alors lancées qui passent sous la coque d'une des deux unités sans exploser,,,. Les deux destroyers passent à la contre-attaque en ouvrant le feu avec leurs canons et, alors que le Berillo plonge à 90 mètres, ils commencent à le bombarder avec des grenades sous-marines. Les premières explosions ne causent pas de dommages sérieux, puis la lumière disparait ; les deux moteurs électriques sont mis hors service et l'eau commence à s'infiltrer, tandis que le sous-marin, fortement dérapé, coule jusqu'à 140-170 mètres,,,. Le chlore commence à se répandre dans les locaux car l'eau de mer est entrée en contact avec les batteries.
Il ne reste plus qu'à donner l'ordre de remonter à la surface pour éviter la perte de tout l'équipage. À 5 h 30 le Berillo remonte laborieusement à la surface mais immédiatement le Hasty et le Havock ouvrent le feu contre lui,. Deux hommes (le commandant en second Alberto Maya et le sergent Sebastiano Parodi), qui tentaient d'ouvrir les écoutilles bloquées par la pression, sont tués par le premier obus qui a touché la tourelle du canon,. Le canon est inutilisable, faisant ainsi échouer toute tentative de réaction. Le reste de l'équipage — 5 officiers et 40 sous-officiers et marins — commence les manœuvres de sabordage, abandonne le sous-marin (qui coule peu après à la position géographique de 33° 10′ N, 26° 24′ E) et est récupéré par les deux unités britanniques et fait prisonnier,,.
En plus des deux victimes des tirs, il y a eu 7 blessés, dont un (le second chef électricien Diofebi) est mort des suites de ses blessures.